# Novhorod-Siverskyj
Novhorod-Siverskyj (ukrainsk: Новгород-Сіверський ukrainsk udtale: [ˈnɔu̯ɦorod ˈs⁽ʲ⁾iwersʲkɪj]) er en historisk by i Tjernihiv oblast (provins) i Ukraine. Den er administrativt centrum i Novhorod-Siverskyj rajon, selv om den indtil 18. juli 2020 blev indlemmet som en by af regional betydning og ikke tilhørte rajonen. Novhorod-Siverskyj ligger på bredden af floden Desna, 330 km fra hovedstaden Kyiv og 45 km fra gænsen til Rusland. Den er vært for administrationen af Novhorod-Siverskyj urban hromada, en af Ukraines hromadaer.
Byen har 12.647 (2021) indbyggere.

## Historie
Byen blev første gang omtalt i 1044. Fra 1098 var den hovedstad i Severia, der fungerede som en bufferzone mod kumanerne (Polovtsy) og andre steppefolk. Et af de lokale fyrsters mange felttog mod kumanerne gav anledning til det store værk i den tidlige østslaviske litteratur: Igorkvadet.
Efter byens mongolernes ødelæggelse i 1239 overgik den til fyrsterne af Bryansk og derefter til storhertugerne af Litauen. Det blev regeret af Dymitr Korybut (Kaributas), søn af Algirdas. Muskovy fik området efter Slaget ved Vedrosha i 1503, men mistede det til Polen efter Forvirringens tid, da det underkastede sig Falske Dmitrij i Slaget ved Novhorod-Siverskyj. Nowogród Siewierskj fik Magdeburgrettigheder i 1620 af den polske konge Sigismund 3. Vasa af Polen. Det var det østligste powiat (amt) hovedsæde i Polen. Byen overgik til Zar-Rusland som følge af Russisk-polske krig (1654-1667). Under kosakkernes epoke fik den status af militærkompagniby (sotenne misto) og senere regimentsby (polkove misto); disse var militære og administrative divisioner i kosakhæren og landet. Også Novhorod-Siverskyj blev et kulturelt centrum i Venstrebreds-Ukraine.